# Europäisches Justizielles Netz
Das Europäische Justizielle Netz (EJN) ist ein 1998 von der Europäischen Union gegründetes „Netz justizieller Kontaktstellen zwischen den Mitgliedstaaten“, das insbesondere für eine bessere Abwicklung von Rechtshilfeersuchen sorgen soll. Daneben gibt es Kontaktstellen in weiteren Staaten wie etwa der Schweiz, der Türkei und Norwegen.
Im Gegensatz zu Eurojust verfügt das Europäische Justizielle Netz nicht über eine zentrale Organisation; die verantwortlichen Beamten der nationalen Kontaktstellen in den Mitgliedstaaten kommen regelmäßig zu gemeinsamen Treffen zusammen. Jeweils ein Treffen pro Jahr findet im Land der Ratspräsidentschaft der Europäischen Union und in Den Haag statt. Ein unabhängiges Sekretariat des EJN ist bei Eurojust in Den Haag eingerichtet.
In Deutschland gibt es in jedem Bundesland jeweils eine Kontaktstelle bei einer Generalstaatsanwaltschaft sowie jeweils eine weitere beim Generalbundesanwalt und beim Bundesamt für Justiz.
Die Strafverfolgungsbehörden können sich des EJN bei allen Arten schwerwiegender Straftaten bedienen, um die Durchführung ihrer Rechtshilfeersuchen in anderen Mitgliedstaaten zu erleichtern. Zu diesem Zweck können sich Staatsanwälte und Gerichte, aber auch Polizeibeamte oder andere Strafverfolgungsbehörden an ihre jeweils zuständige EJN-Kontaktstelle wenden. Diese kann sodann unmittelbar Verbindung zu den Kontaktstellen in den jeweils anderen Staaten aufnehmen. Als Arbeitssprache hat sich weitgehend Englisch eingebürgert, daneben auch Deutsch und Französisch; die Kontaktstellen sollen über Sprachkenntnisse in jeweils einer weiteren Sprache außer ihrer eigenen verfügen.
EJN betreibt daneben eine Internetseite, auf der unter anderem die zuständigen Justizbehörden für jede denkbare Ermittlungsmaßnahme in ganz Europa einschließlich der Erreichbarkeiten ermittelt werden können.

## EJN für Zivil- und Handelssachen
Im Jahre 2001 hat die Europäische Gemeinschaft beschlossen, ein Europäisches Justizielles Netz für Zivil- und Handelssachen einzurichten, das eine entsprechende Aufgabe im Bereich der Ziviljustiz hat (Arbeitsaufnahme 2002).
Es ist zuständig für:
- die Erleichterung der justiziellen Zusammenarbeit zwischen den Mitgliedstaaten in Zivil- und Handelssachen, einschließlich der Konzipierung, schrittweise erfolgenden Einrichtung und Aktualisierung eines Informationssystems für die Mitglieder des Netzes;
- die Konzipierung, schrittweise Einrichtung und Aktualisierung eines Informationssystems für die Öffentlichkeit.